# Shelby, Iowa
Shelby là một thành phố thuộc quận Shelby, tiểu bang Iowa, Hoa Kỳ. Năm 2010, dân số của thành phố này là 641 người.

## Dân số
Dân số qua các năm:
- Năm 2000: 696 người.
- Năm 2010: 641 người.